# Taquara (geslacht)
Taquara is een geslacht van hooiwagens uit de familie Gonyleptidae.
De wetenschappelijke naam Taquara is voor het eerst geldig gepubliceerd door Mello-Leitão in 1936. 

## Soorten
Taquara is monotypisch en omvat slechts de volgende soort:
- Taquara pilosa